# Duda-Epureni
Duda-Epureni là một xã thuộc hạt Vaslui, România. Dân số thời điểm năm 2002 là 5063 người.